# Palais d'Aix-la-Chapelle
Vous lisez un « article de qualité » labellisé en 2007.
Ne doit pas être confondu avec le palais de Charlemagne.

Reconstitution approximative du palais de Charlemagne.

Le palais d’Aix-la-Chapelle était un ensemble de bâtiments résidentiels, politiques et religieux choisi par Charlemagne pour être le centre du pouvoir carolingien. Le palais était situé dans la ville actuelle d’Aix-la-Chapelle qui se trouve à l'ouest de l’Allemagne, dans le Land de Rhénanie-du-Nord-Westphalie. On sait que le gros œuvre était terminé en 798 et que la chapelle fut consacrée en 805, mais les travaux continuèrent jusqu’à la mort de Charlemagne en 814. C’est Eudes de Metz qui dessina les plans du palais qui s’inscrivait dans le programme de rénovation du royaume voulue par le souverain. La majeure partie du palais a été détruite, mais il subsiste la chapelle palatiale qui est considérée comme une richesse de l’architecture carolingienne et un beau témoin de la Renaissance carolingienne.

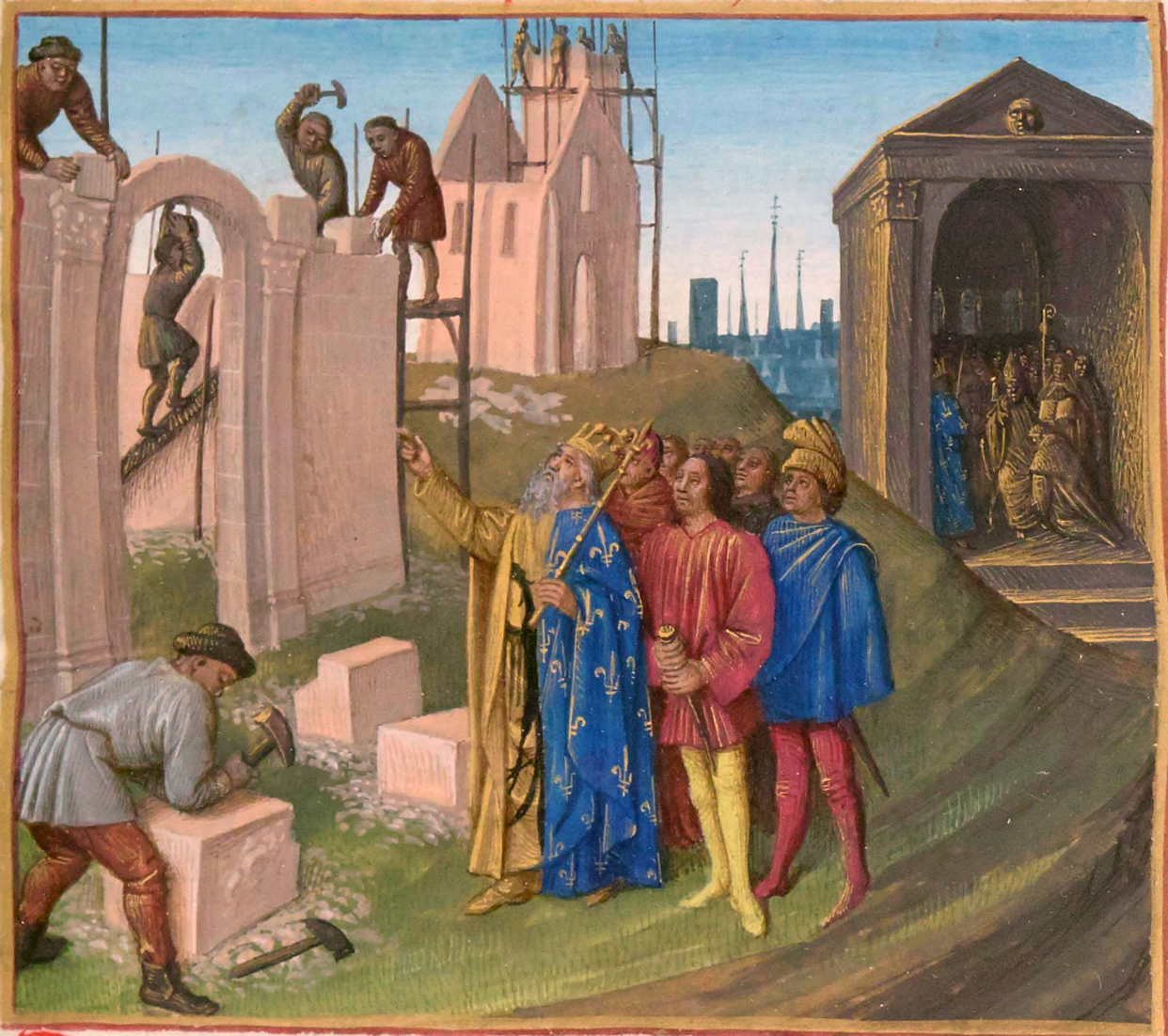
La construction d’Aix-la-Chapelle, enluminure de Jean Fouquet, dans les Grandes Chroniques de France, XVe siècle. Charlemagne est au premier plan.

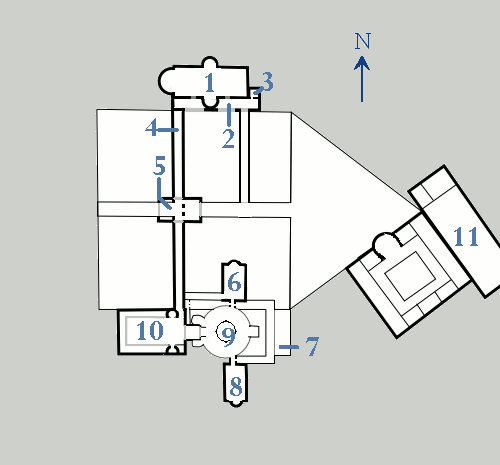
Plan simplifié : 1 = salle des assemblées ; 2 = porche ; 3 = Trésor et archives ; 4 = galerie de jonction ; 5 = tribunal et garnison ; 6 = metatorium ; 7 = curie ; 8 = secretarium ; 9 = chapelle ; 10 = atrium ; 11 = thermes.

## Contexte et histoire du palais

### Le palais avant Charlemagne
Dans l’Antiquité, les Romains choisirent le site d’Aix pour ses sources thermales et sa position de poste avancé vers la Germanie. Appelé Aquae Granni, le site fut aménagé avec des thermes sur un espace de 20 hectares qui furent utilisés du Ier au IVe siècle,. La cité romaine grandit en liaison avec ces thermes selon un plan en damier classique qui suivait celui d’un camp de légionnaires. Un palais était destiné à accueillir le gouverneur de la province ou l’empereur. Au IVe siècle, la ville et le palais furent détruits par les grandes invasions. Alors que Clovis fit de Paris la capitale du royaume des Francs, le palais d’Aix fut abandonné jusqu’à l'avènement de la famille carolingienne. Les maires du palais pippinides réalisèrent quelques travaux de restauration, mais le palais d’Aix n’était alors qu’une résidence parmi beaucoup d’autres. La cour franque était nomade et les souverains se déplaçaient au gré des circonstances. Vers 765, Pépin le Bref fit ériger un palais sur les restes de l’ancien bâtiment romain ; il fit restaurer les thermes et les débarrassa de ses idoles païennes. Dès son arrivée au pouvoir en 768, Charlemagne séjourna à Aix, mais aussi dans d’autres villas d’Austrasie. Dans les années 790 cependant, il décida de se fixer pour gouverner son royaume puis son empire de manière plus efficace.

### Le choix d’Aix

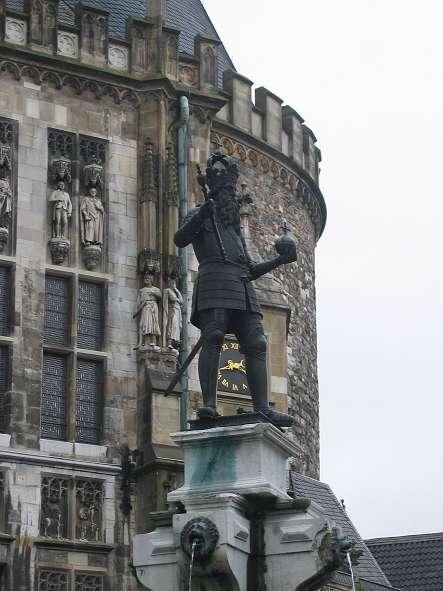
Statue de Charlemagne devant l’hôtel-de-ville.

Le choix d’Aix fut mûrement réfléchi par Charlemagne et intervint à un moment clé de son règne. Depuis son avènement comme roi des Francs, Charlemagne avait mené de nombreuses expéditions militaires qui lui permirent d’enrichir le trésor, mais aussi d’agrandir le royaume, notamment vers l’est. Il conquit la Saxe païenne en 772-780, mais la région résista et les guerres contre les Saxons durèrent une trentaine d’années. Charlemagne finit par rompre avec l’usage germanique d’une cour itinérante qui allait de domaine en domaine : alors qu'il établissait pendant quelques mois sa Cour dans une douzaine de palais, il privilégia le palais d'Aix-la-Chapelle à partir de 790 et fit de la ville le sedes regia, « siège son royaume ». Avec l’âge, il diminua le rythme des expéditions armées et, après 806, il ne quitta pratiquement plus Aix.
La situation géographique d’Aix fut décisive dans le choix de Charlemagne : le lieu se trouvait au cœur des terres carolingiennes, en Austrasie, une région qui restait le berceau de sa famille, à l’est de la Meuse, sur un carrefour de routes terrestres et sur un affluent du Rhin, le Wurm. Ensuite, Charlemagne laissa l’administration des régions méridionales à son fils Louis, nommé roi des Aquitains : il pouvait ainsi résider au nord.

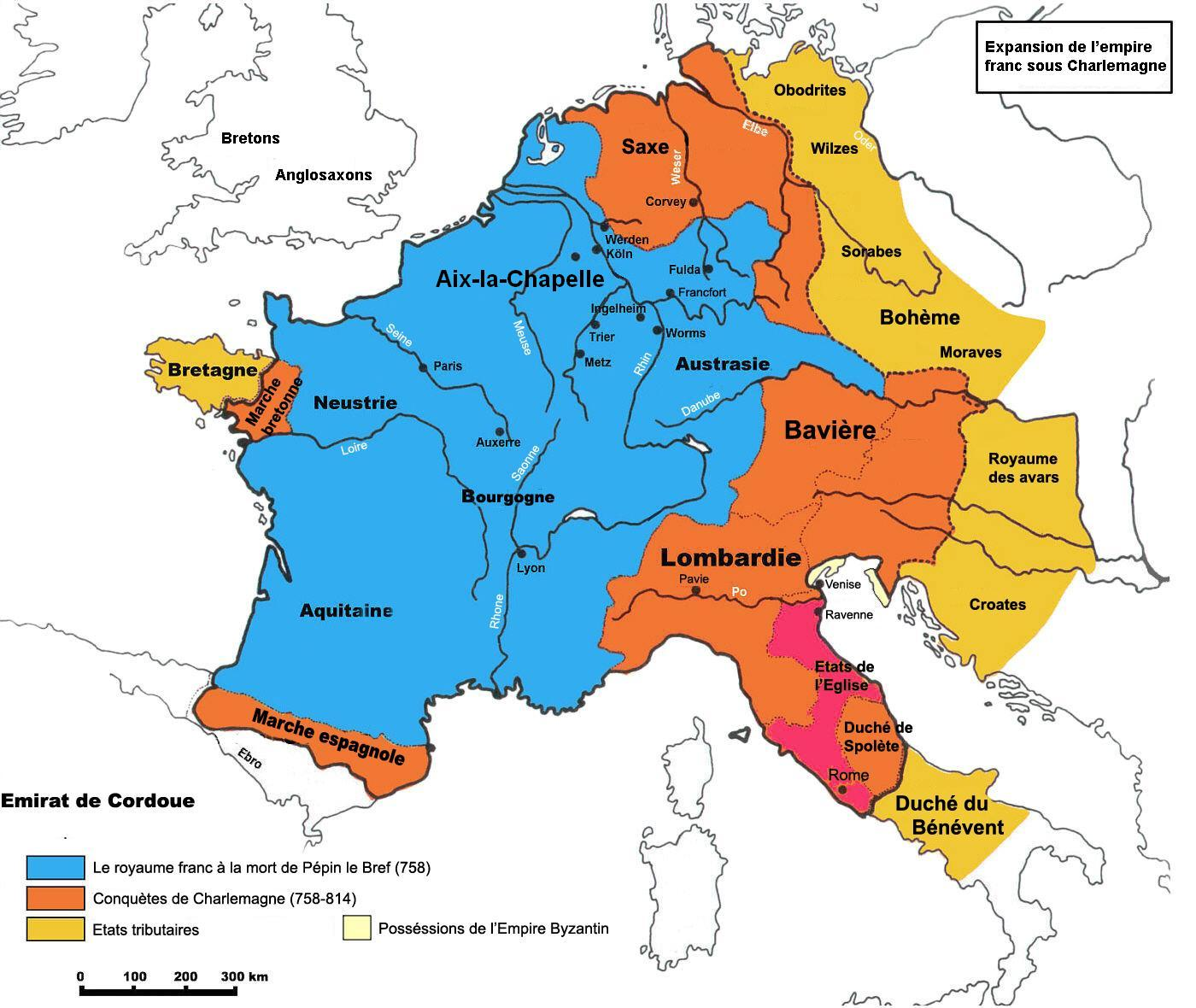
L’empire carolingien et sa capitale Aix-la-Chapelle au début du IXe siècle.

L’installation à Aix permit en outre à Charlemagne de contrôler de près les affaires saxonnes. Charlemagne vit également tous les avantages du lieu : entourée de forêts giboyeuses, il comptait faire des parties de chasse dans les environs. L’âge et les rhumatismes avançant, l’empereur se réjouissait de pouvoir profiter des sources d’eau chaude d’Aix, il y avait d'ailleurs fait creuser une piscine où 100 personnes pouvaient se baigner à la fois.
Les lettrés de l’époque carolingienne présentaient Charlemagne comme le « Nouveau Constantin » : dans cette optique, il lui fallait une capitale et un palais dignes de ce nom,. Il laissa Rome au pape. La rivalité avec l’empire byzantin poussa Charlemagne à construire un palais somptueux. L’incendie du palais de Worms en 793 fut également un événement qui l’encouragea à réaliser ce projet,.

### Un projet important confié à Eudes de Metz

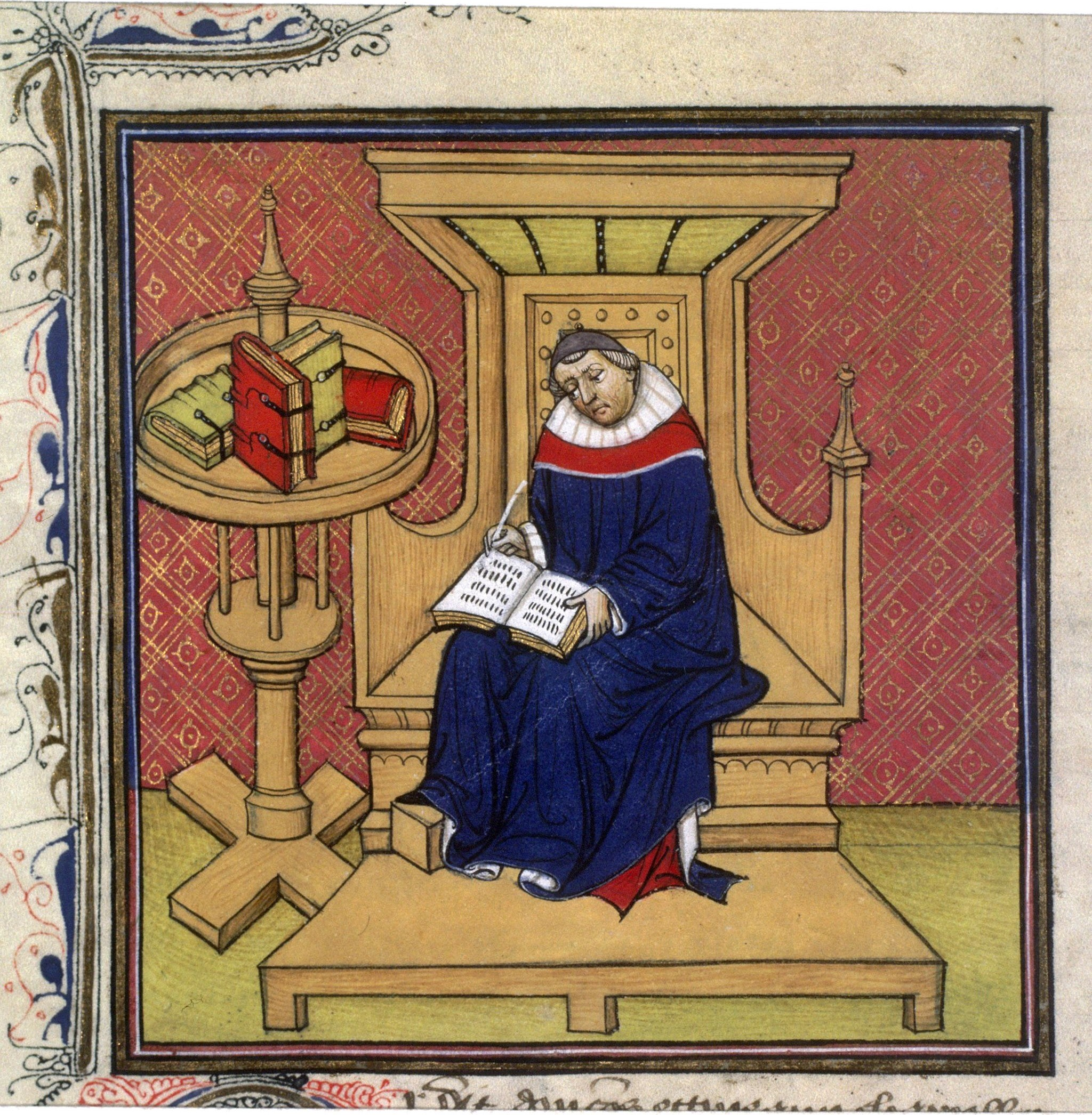
Éginhard est le biographe de Charlemagne ; c’est grâce à lui que l’on connaît le nom de l’architecte du palais (enluminure des).

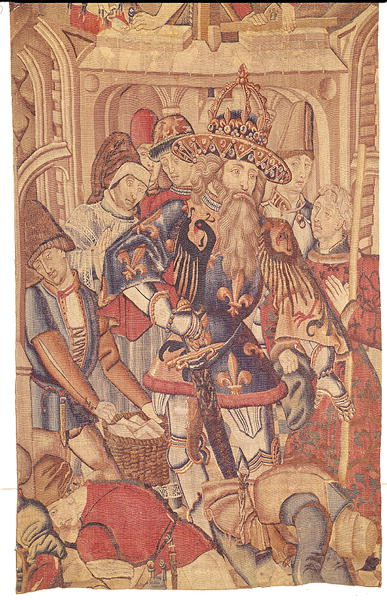
Tapisserie représentant Charlemagne visitant le chantier du palais (Musée des beaux-arts de Dijon).

Les historiens ne savent presque rien de l’architecte du palais d’Aix, Eudes de Metz. Son nom apparaît dans un texte d’Éginhard (v. 775-840), le biographe de Charlemagne. On suppose qu’il fut un clerc arménien, cultivé, familier des arts libéraux, en particulier du quadrivium. Il a sans doute lu les traités d’architecture de Vitruve.
La décision de construire le palais intervint à la fin des années 780 ou au début des années 790, alors que Charlemagne ne possédait pas encore le titre d’empereur. Le chantier débuta en 794 et se poursuivit pendant plusieurs années. Aix devint rapidement la résidence préférée du souverain. Après 807, il ne s’en absenta presque plus. Faute d’une documentation suffisante, il est impossible de connaître le nombre d’ouvriers employés. Mais les dimensions de l’ensemble palatial permettent d’imaginer qu’ils furent nombreux.
Le plan adopté était d’une grande simplicité géométrique : Eudes de Metz décida de garder le tracé des rues romaines et d’inscrire le palais dans un carré de 360 pieds carolingiens de côté, soit 120 mètres. Le carré délimitait une surface de 20 hectares partagée en quatre par un axe nord-sud (correspondant à une galerie maçonnée) et un axe est-ouest (correspondant à une ancienne voie romaine, le decumanus). Au nord de ce carré se trouvait la salle de l’assemblée, au sud la chapelle palatiale. L’architecte a tracé un triangle vers l’est pour raccorder les thermes au complexe palatial. Les deux édifices les mieux connus sont la salle des assemblées (aujourd’hui disparue) et la chapelle palatine, intégrée à la cathédrale. Les autres bâtiments sont mal identifiés : souvent construits à colombages, en bois et en brique, ils ont été détruits. Enfin, le complexe palatial était entouré d’une muraille.
L’installation de la cour à Aix et le chantier de construction du palais ont stimulé l’activité de la ville qui s’est agrandie à la fin du VIIIe et au début du IXe siècle. Des artisans, des commerçants et des marchands s’étaient en effet installés près de la cour. Certains grands logeaient dans leurs résidences en ville. Les membres de l’Académie palatine et les conseillers de Charlemagne tels qu’Éginhard et Angilbert possédaient une maison à proximité du palais.

## La salle de l’assemblée

Localisation de la salle de l'assemblée (en rouge).

Située au nord du complexe palatial, la grande salle de l’assemblée (aula regia (en) ou aula palatina en latin) était destinée à accueillir les plaids généraux, une fois par an. Il s’agissait de la réunion des Grands du royaume, puis de l’Empire, c’est-à-dire des dignitaires et des relais du pouvoir : comtes, fidèles et vassaux du roi, évêques et abbés. L’assemblée générale se tenait habituellement au mois de mai ; les participants y discutaient des affaires politiques et judiciaires importantes. Les capitulaires, rédigés par les copistes de la chancellerie d’Aix, résumaient par écrit les décisions qui avaient été prises. C’est aussi dans ce bâtiment qu’avaient lieu les cérémonies officielles et les réceptions des ambassades. Décrivant le couronnement de Louis, fils de Charlemagne, Ermold le Noir indique que Charlemagne y parlait « du haut de son siège d’or ».

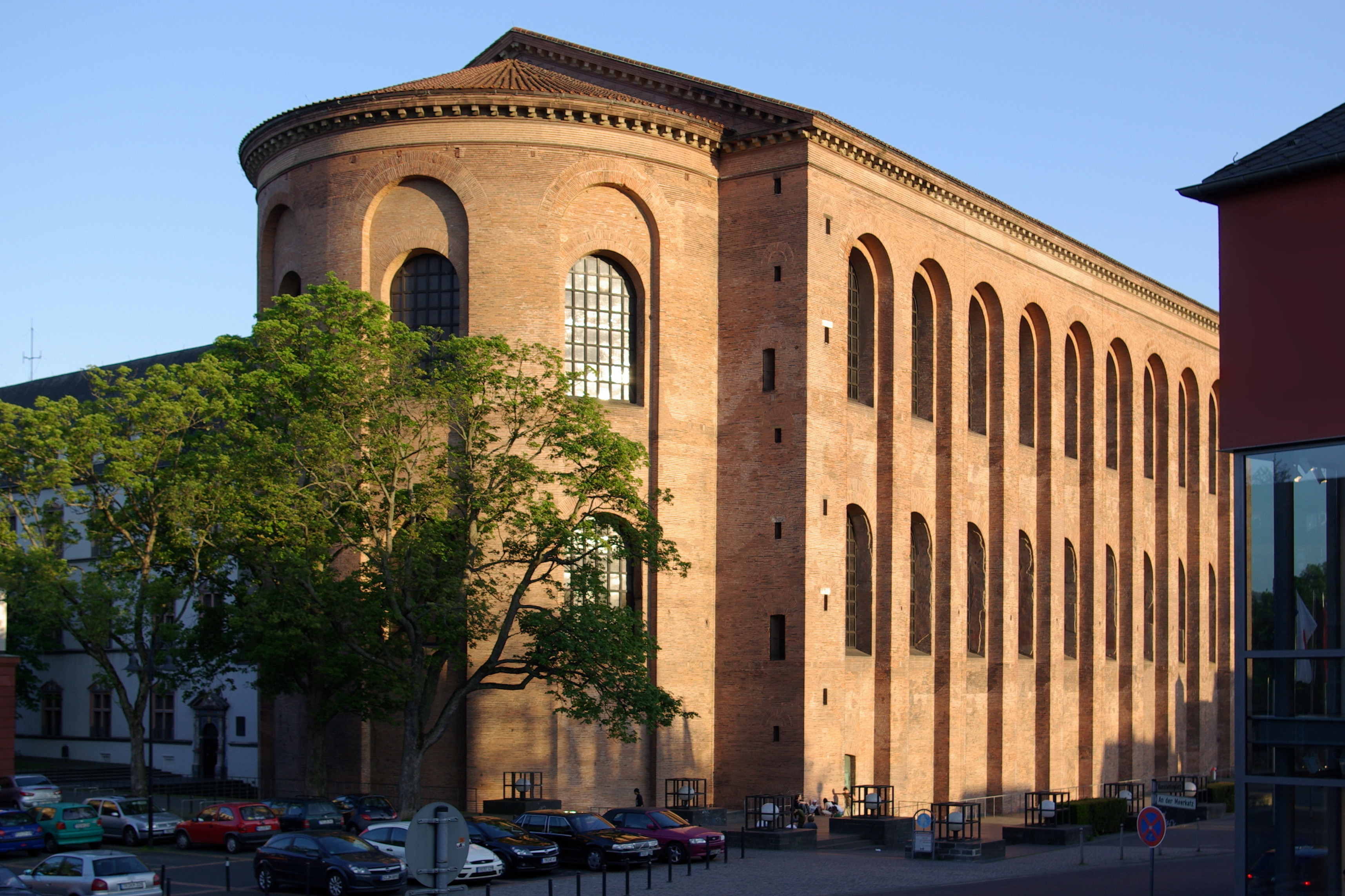
La basilique de Constantin à Trèves en Allemagne servit probablement de modèle à la salle de l’assemblée d’Aix.

Les dimensions de la salle (1 000 m2) étaient adaptées à recevoir plusieurs centaines de personnes en même temps : si l’édifice n’existe plus aujourd’hui, on sait qu’elle mesurait 47,42 mètres sur 20,76 mètres, pour une hauteur de 21 mètres. Son plan semble inspiré de l'aula palatina romaine de Trèves. La structure était constituée de briques et sa forme était celle d’une basilique dotée de trois absides : la plus grande (17,2 mètres), située à l’ouest, était destinée à accueillir le roi et son entourage. Les deux autres absides étaient plus petites et disposées au nord et au sud. La lumière entrait par deux rangées de fenêtres. L’intérieur était probablement orné de peintures mettant en scène des héros de l’Antiquité et des héros contemporains. Une galerie de bois ceinturait tout l’édifice entre ces deux rangées. Il était possible depuis cette galerie de voir le marché qui se tenait au nord du palais. On entrait par une galerie à portiques aménagée au sud de la salle. L’absidiole sud coupait en deux cet accès.

## La chapelle palatine

### Description

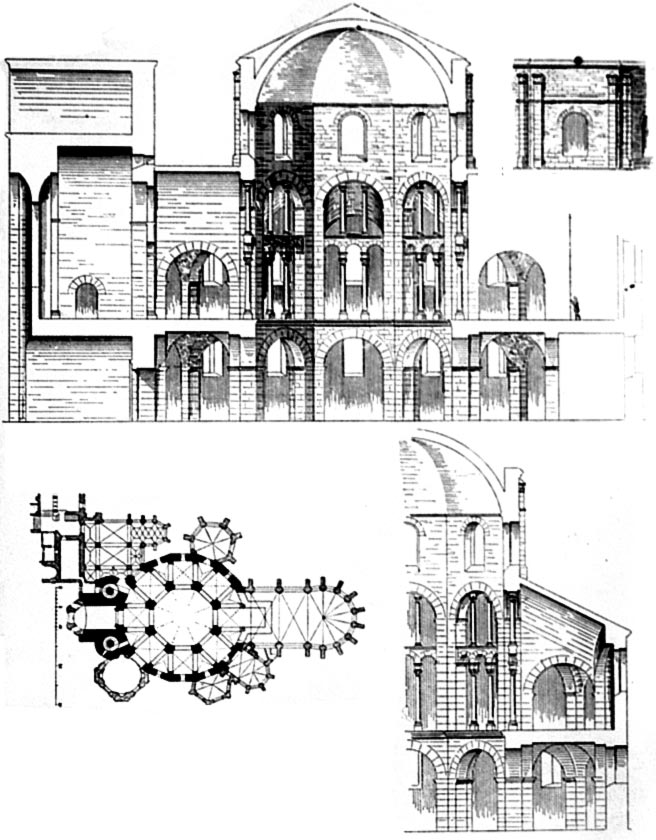
Coupe de la chapelle palatine.

La chapelle palatiale était placée à l’autre bout du complexe palatial, tout au sud. Elle était reliée à l'aula regia par une galerie maçonnée. Elle représentait l’autre aspect du pouvoir de Charlemagne, le pouvoir religieux. L’édifice fut consacré en 805 par le pape Léon III, en l’honneur de la Vierge Marie, mère de Jésus.
Plusieurs bâtiments étaient occupés par les clercs de la chapelle et formaient un plan en croix latine : à l’est une curie, au nord et au sud des bureaux et à l’ouest un avant-corps (Westbau) et un atrium à exèdres. Mais la pièce centrale était la chapelle coiffée d’une coupole à huit côtés, d’un diamètre de 16,54 mètres et d’une hauteur de 31 mètres,. Huit piliers massifs reçoivent la poussée des grandes arcades. Au rez-de-chaussée, un collatéral entoure la nef située sous la coupole ; c’est là que se tenaient les serviteurs du palais.

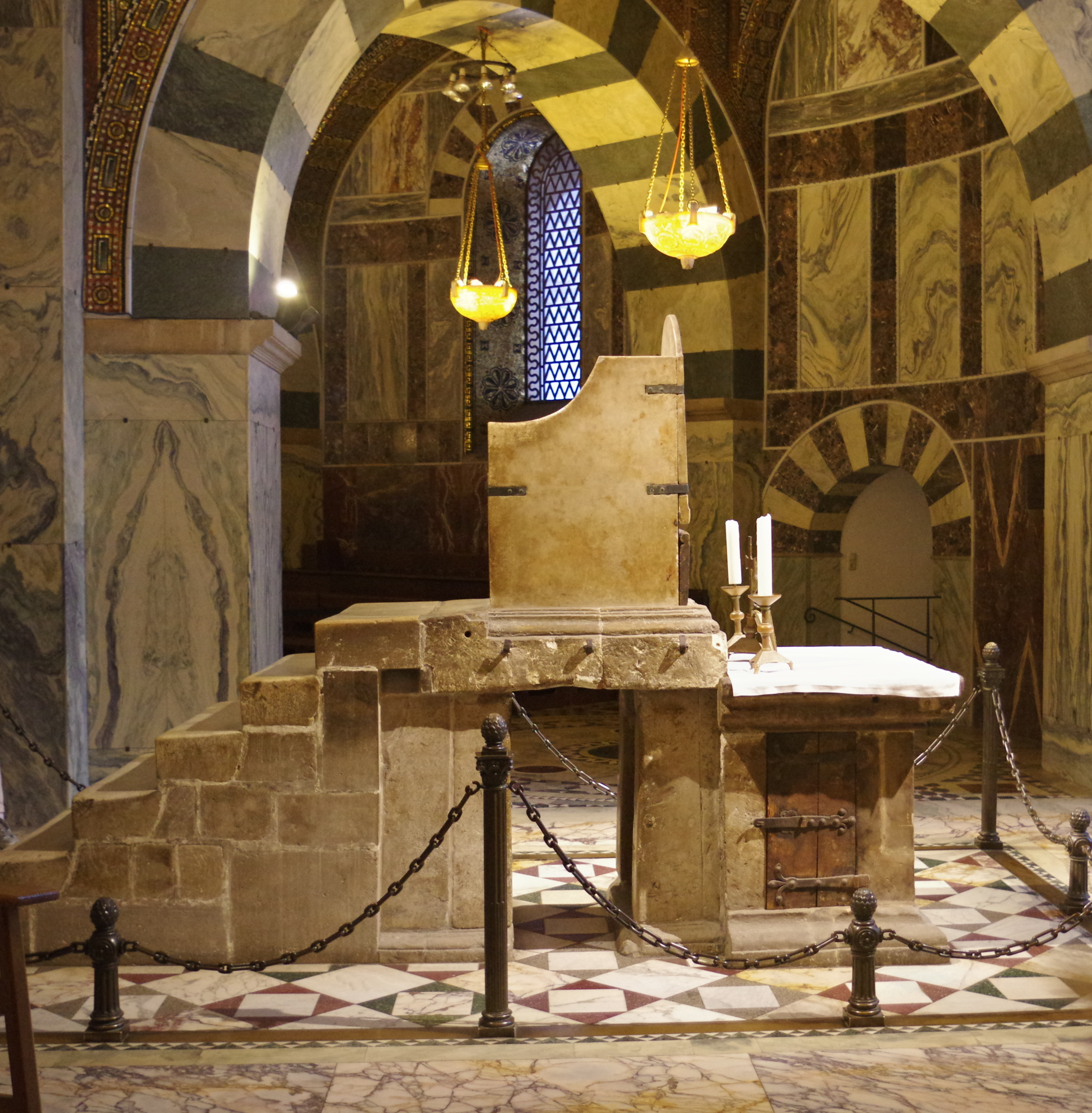
Le trône dit de Charlemagne exhaussé sur une estrade de pierre, dans la tribune de la chapelle palatine.

Les deux étages (tribunes) s’ouvrent sur l’espace central par des baies en plein cintre, soutenues par des colonnes. Le pourtour intérieur forme un octogone alors que le côté extérieur se développe en un polygone à seize côtés. La chapelle disposait de deux chœurs placés à l’est et à l’ouest. Le roi s’asseyait sur un trône constitué de plaques de marbre blanc, au premier étage et à l’ouest ; il était entouré par les proches de sa cour. Il avait ainsi vue sur trois autels : celui du Sauveur, juste en face, celui de la Vierge au rez-de-chaussée et celui de saint Pierre, au fond du chœur oriental.
Charlemagne avait voulu un décor somptueux pour sa chapelle : il avait fait réaliser par une fonderie près d’Aix des portes en bronze massif. Les murs étaient revêtus de marbre et de pierres polychromes. Les colonnes encore visibles aujourd’hui, ont été prélevées sur des édifices de Ravenne et de Rome, avec l’autorisation du pape.

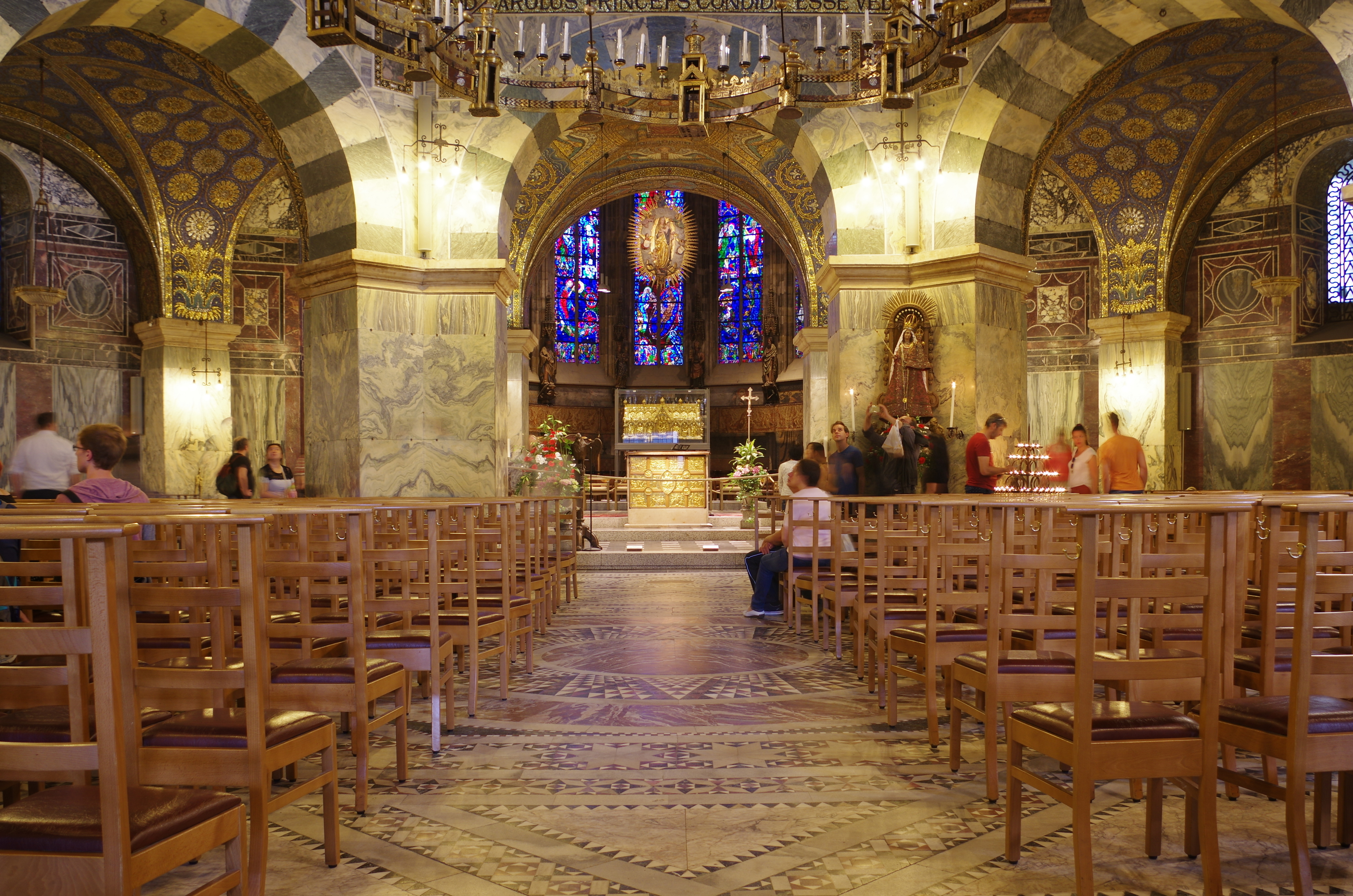
Vue intérieure de l’octogone.

Les murs et la coupole étaient couverts de mosaïques, mises en valeur par des luminaires et par l’éclairage extérieur qui entrait par les fenêtres. Éginhard, dans sa Vie de Charlemagne (vers 825-826), nous livre une description de l’intérieur :

« […] Aussi construisit-il [Charlemagne] à Aix une basilique d'une extrême beauté, qu'il orna d'or et d'argent et de candélabres, ainsi que de balustrades et de portes en bronze massif ; et, comme il ne pouvait se procurer ailleurs les colonnes et les marbres nécessaires à sa construction, il en fit venir de Rome et de Ravenne. […] Il la pourvut largement de vases sacrés d'or et d'argent et d'une quantité suffisante de vêtements sacerdotaux […]. »

### Symbolique

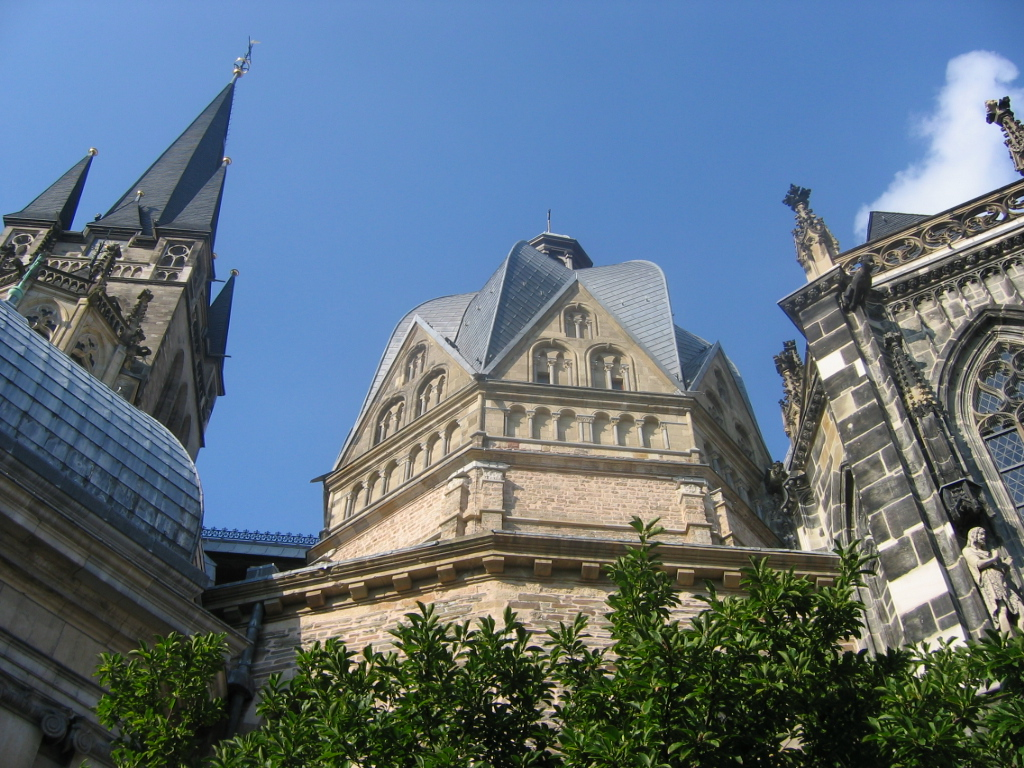
Vue sur l’octogone de la chapelle.

Eudes de Metz a tenu compte de la symbolique chrétienne des chiffres et des nombres. Le bâtiment était conçu comme une représentation de la Jérusalem céleste (c’est-à-dire le royaume de Dieu), telle qu’elle est décrite dans l'Apocalypse. Le périmètre extérieur de la coupole mesure exactement 144 pieds carolingiens alors que celui de la Jérusalem céleste, cité idéale dessinée par les anges, est de 144 coudées. La mosaïque de la coupole, aujourd’hui masquée par une restauration du XIXe siècle, figurait le Christ en majesté accompagné des 24 vieillards de l’Apocalypse. D’autres mosaïques, sur les voûtes du collatéral, reprennent ce registre en représentant la Jérusalem céleste. Enfin, le trône de Charlemagne, situé au premier étage à l’ouest, était posé sur la septième marche d’une estrade.

## Les autres bâtiments

### Le trésor et les archives
Le trésor et les archives du palais se trouvaient dans une tour accolée à la salle du trône , au nord du complexe,. Le chambrier était l’officier responsable du trésor et de la garde-robe des souverains. L’administration des finances revenait à l’archichapelain, secondé par un trésorier. Le trésor rassemblait les dons apportés par les Grands lors des assemblées générales, les cadeaux des ambassadeurs, c’est-à-dire une collection hétéroclite d’objets allant des livres précieux, aux armes et aux vêtements. Le roi achetait également des produits aux marchands qui fréquentaient Aix.
Les archives étaient sous la responsabilité du chancelier. La chancellerie employait plusieurs scribes et notaires qui mettaient par écrit les diplômes, les capitulaires ou la correspondance royale. Les agents des bureaux du roi étaient souvent des clercs de la chapelle.

### La galerie de liaison

Localisation de la galerie de liaison (en rouge).

La galerie couverte mesurait une centaine de mètres. Elle reliait la salle de l’assemblée et la chapelle ; un porche monumental, placé en son centre servait d’entrée principale. À l’étage se trouvait une salle pour les audiences judiciaires. Le roi y rendait la justice, mais certaines affaires impliquant des Grands étaient traitées dans l'aula regia. Lorsque le roi était absent, cette charge revenait au comte du palais. Le bâtiment devait également abriter le siège d’une garnison.

### Les thermes

Localisation des thermes (en rouge).

Le complexe thermal, situé au sud-est, mesurait 20 hectares et comportait plusieurs édifices construits à proximité des sources de l’empereur et de Quirinus. Éginhard mentionne une piscine en plein air capable d’accueillir cent nageurs à la fois :

« […] [Charlemagne] aimait les eaux thermales et s'y livrait souvent au plaisir de la natation, où il excellait au point de n'être surpassé par personne. C'est ce qui l'amena à bâtir un palais à Aix et à y résider constamment dans les dernières années de sa vie. Quand il se baignait, la société était nombreuse : outre ses fils, ses grands, ses amis et même, de temps à autre la foule de ses gardes du corps, étaient conviés à partager ses ébats et il arrivait qu'il y eût dans l'eau avec lui jusqu'à cent personnes ou même davantage […]. »

### D’autres bâtiments, d’autres fonctions

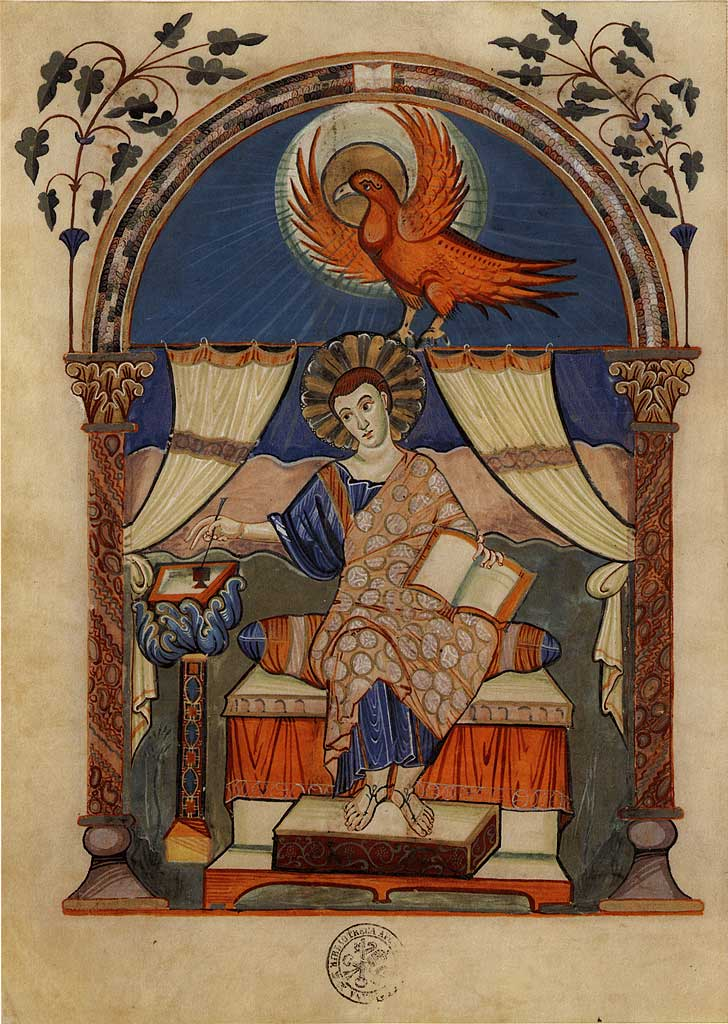
Le Codex aureus de Lorsch a été exécuté par un atelier du palais d’Aix vers 810.

Les autres bâtiments sont mal identifiés, faute de sources écrites suffisamment détaillées. Les appartements de Charlemagne et de sa famille semblent avoir occupé la partie nord-est du complexe palatial ; sa chambre était peut-être au premier étage. Les fonctionnaires et les domestiques du palais devaient habiter pour certains dans la partie occidentale,, pour d’autres en ville. On sait que l’empereur possédait une bibliothèque, mais il est difficile d’en connaître l’emplacement exact. Le palais abritait également des lieux de productions artistiques : un scriptorium dont sortirent plusieurs manuscrits précieux (Sacramentaire de Drogon, Évangéliaire de Godescalc…) et un atelier qui fabriquait des pièces d’orfèvrerie et d’ivoire. Il y avait également un atelier monétaire qui fonctionnait encore au XIIIe siècle.
Le palais fut également le lieu des activités littéraires de l’Académie palatine. Ce cercle de lettrés ne se réunissait pas forcément dans un bâtiment précis : Charlemagne aimait entendre des poèmes dans la piscine, mais aussi à table. L’école du Palais éduquait les enfants du souverain et les « nourris » (nutriti en latin), des fils d’aristocrates destinés à servir la royauté.
En dehors du complexe palatial se trouvaient un gynécée, une caserne, un hospice, un parc de chasse et une ménagerie dans laquelle vivait l’éléphant Abul-Abbas, offert par le calife de Bagdad Hâroun ar-Rachîd. Ermold le Noir la décrit dans un passage de son Poème sur Louis le Pieux (première moitié du IXe siècle) :

« Il y a un endroit, voisin de l'illustre palais impérial d'Aix, clos de solides murailles, planté d'arbres et verdoyant d'une herbe fraîche […]. quand c'est au plaisir du roi, il se rend là, en petite compagnie, pour chasser […]. »

Il faut enfin imaginer que le palais était fréquenté quotidiennement par une foule de personnes : courtisans, intellectuels, aristocrates, marchands, mais aussi mendiants et pauvres qui venaient pour demander l’aumône. Les affaires domestiques étaient la préoccupation d’officiers tels que le bouteiller, le sénéchal, le chambrier.

## Interprétation et symbolique du palais

### L’héritage romain, le modèle byzantin

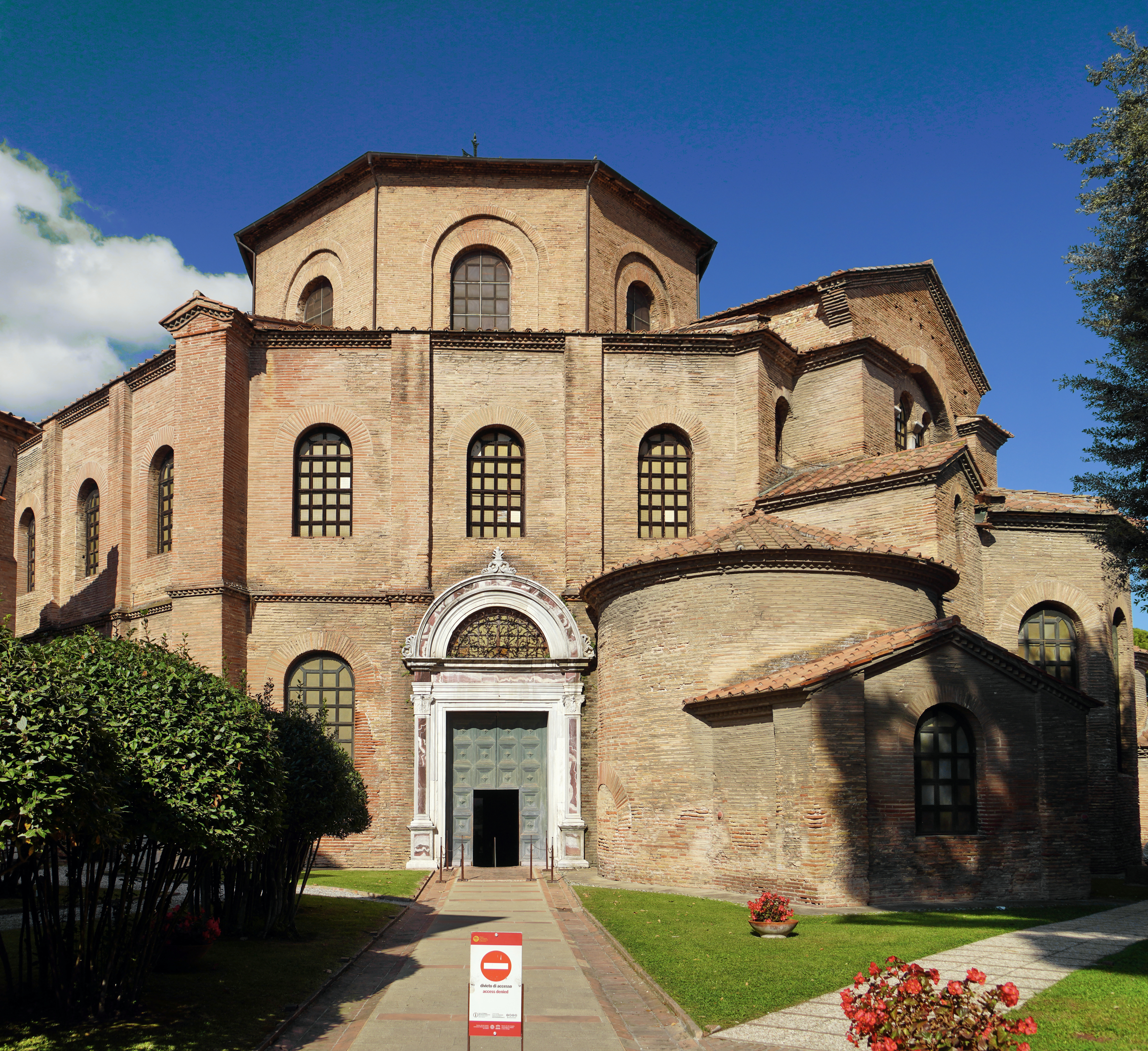
La basilique Saint-Vital de Ravenne fut l’un des modèles de la chapelle palatine.

Si Charlemagne n’a pas voulu restaurer l’empire romain, mais fonder un empire chrétien et franc, le palais emprunte cependant divers éléments à la civilisation romaine : l'aula palatina reprend le plan basilical ; la basilique était un édifice public où l’on discutait des affaires de la cité dans l’Antiquité. La chapelle s’inspire du modèle de la Rome antique : les grilles reprennent un décor antiquisant (des feuilles d'acanthe) et les colonnes sont surmontées de chapiteaux corinthiens. L’empereur fut inhumé dans la chapelle palatine à l’intérieur d’un sarcophage antique du IIe siècle en marbre, sur lequel était représenté le thème de l’enlèvement de Proserpine,. Les lettrés contemporains de Charlemagne surnomment Aix la « seconde Rome ».
Charlemagne souhaitait rivaliser avec l’autre empereur de l’époque, le basileus de Constantinople. La coupole et les mosaïques de la chapelle sont des éléments byzantins. Le plan lui-même s’inspire sans doute de la basilique Saint-Vital de Ravenne, construite par Justinien Ier au VIe siècle. D’autres spécialistes la rapprochent de l’église des Saints-Serge-et-Bacchus et du chrysotriklinos de Constantinople. Lors des offices religieux, Charlemagne se tenait au premier étage dans la tribune, comme le faisait l’empereur à Constantinople.
Il est également très probable qu’Eudes de Metz se soit inspiré du palais lombard de Pavie, datant du VIIIe siècle et qui avait une chapelle palatine ornée de mosaïques et de peintures. Peut-être a-t-il fait le voyage jusque-là, mais il est peu probable qu’il soit allé à Constantinople.

### Le palais d’un Franc
Il est incontestable que le palais d’Aix faisait de multiples références aux modèles romain et byzantin. Cependant, Eudes de Metz exprima son talent d’architecte franc et apporta des éléments incontestablement différents. Le palais se distingue par ailleurs de l’architecture mérovingienne par son esprit de grandeur et par la multiplication des volumes. Le voûtement de la chapelle illustre bien un savoir-faire carolingien original, particulièrement dans le déambulatoire coiffé d’une voûte d’arêtes. Alors que l’empereur byzantin prenait place à l’est pour assister aux offices, Charlemagne y assistait à l’ouest. Enfin, le bois et le colombage sont des matériaux caractéristiques du nord de l’Europe.
Il est donc manifeste que le palais de Charlemagne était plus qu’une imitation de modèles antiques et byzantins, mais plutôt une synthèse d’influences diverses, à l’image de l’Empire carolingien. Tout comme la Renaissance carolingienne, le palais est le produit de l’assimilation de plusieurs cultures et héritages.

### La centralisation et l’unité impériales
Le plan du complexe palatial mettait parfaitement en scène l’alliance des deux pouvoirs : le pouvoir spirituel était représenté par la chapelle au sud et le pouvoir temporel par l’assemblée au nord. Les deux pôles étaient reliés par une galerie. Depuis Pépin le Bref, le père de Charlemagne, le roi carolingien était sacré, il tenait son pouvoir de Dieu. Charlemagne lui-même voulait influencer la vie religieuse par ses réformes et par les nombreux conciles ou synodes qui se tenaient à Aix. En établissant le siège du pouvoir et de la cour à Aix, Charlemagne savait qu’il allait pouvoir surveiller plus facilement ses proches. Le palais était le lieu où se concentraient les dignitaires de l’Empire carolingien, le cœur de la capitale.

## Le palais après Charlemagne

### Aix, un modèle pour d’autres palais?

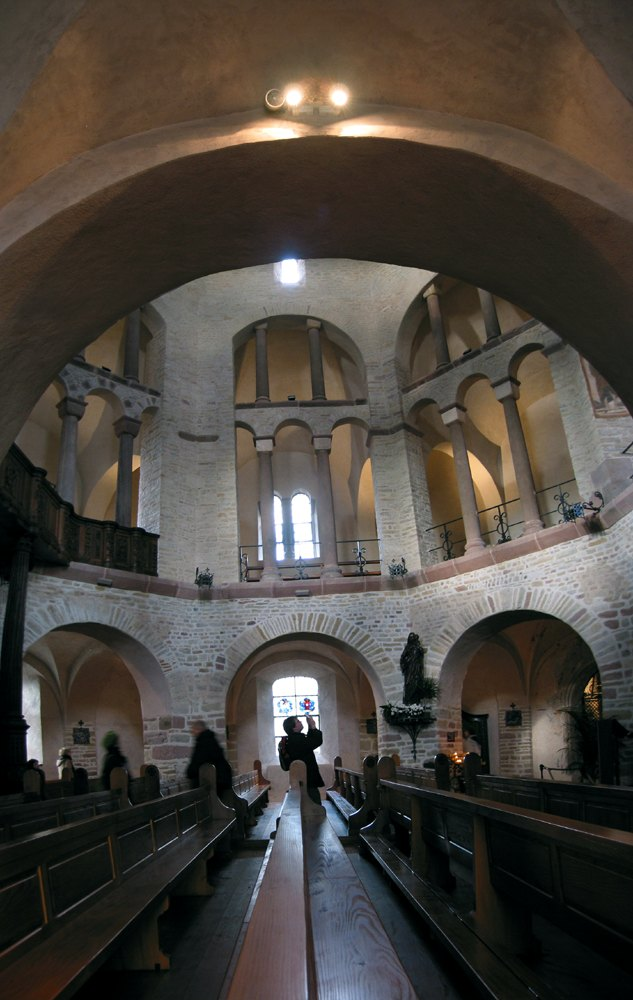
L’intérieur de la coupole d’Ottmarsheim en Alsace.

Il est difficile de savoir si d’autres palais carolingiens ont imité celui d’Aix, étant donné que beaucoup ont été détruits. Quoi qu’il en soit, le chantier d’Aix ne fut pas le seul à l’époque de Charlemagne : 16 cathédrales, 232 établissements monastiques et 65 palais royaux sont sortis de terre entre 768 et 814.
La chapelle palatine d’Aix semble avoir été imitée par d’autres édifices du même type : la filiation est nette, selon le Catalogue des Abbés de Fleury (rédigé au IXe ou au début du Xe siècle), dans le cas de l’oratoire à plan centré de Germigny-des-Prés, construit au début du IXe siècle pour Théodulf d’Orléans. Mais si ce Catalogue témoigne de cette relation, cela peut être contesté vu la date postérieure de la source en question. La collégiale Saint-Jean de Liège a été construite en suivant le plan de la chapelle au Xe siècle. L’église d’Ottmarsheim en Alsace reprend le plan centré, mais est plus tardive (XIe siècle). On retrouve l’influence de la chapelle palatine à Compiègne et dans d’autres édifices religieux allemands (église abbatiale de la Trinité d’Essen par exemple).

### Histoire du palais après Charlemagne
Charlemagne fut inhumé dans la chapelle en 814. Son fils et successeur, l’empereur Louis le Pieux, occupa le palais d’Aix sans en faire une résidence exclusive. Il y restait généralement l’hiver jusqu’à Pâques. Plusieurs conciles importants se tinrent à Aix au début du IXe siècle. Ceux de 817 et de 836 eurent lieu dans les deux bâtiments attenants à la chapelle. En 817, Louis le Pieux fit couronner son fils aîné Lothaire en présence du peuple franc.
Avec le traité de Verdun de 843, l’empire carolingien se disloqua en trois royaumes. Aix faisait alors partie du royaume de Francie médiane. Lothaire Ier (840-855) et Lothaire II (855-869) résidèrent dans le palais. Mais après la mort de ce dernier, le palais perdit son rayonnement culturel et politique. La Lotharingie devint alors un enjeu entre les rois de Francie occidentale et orientale. Elle fut partagée à plusieurs reprises et passa finalement sous contrôle de la Germanie d’Henri Ier de Saxe (876-936).

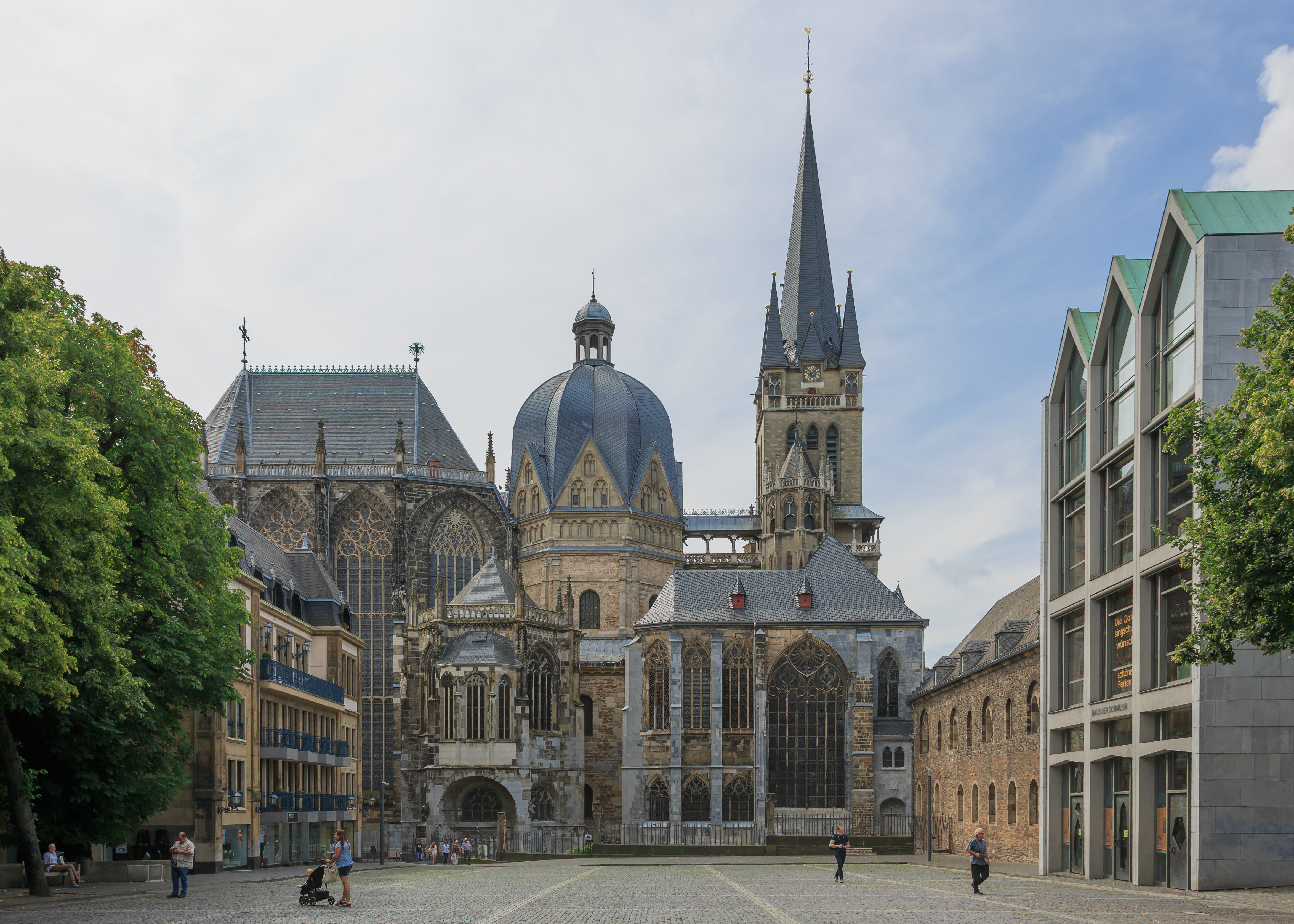
Vue de la cathédrale aujourd’hui.

Le souvenir de l’Empire de Charlemagne resta pourtant vivace et devint le symbole du pouvoir germanique : ainsi, au Xe siècle, Otton Ier (912-973) y fut couronné roi de Germanie (936). La cérémonie eut lieu en trois temps dans différents lieux du palais : d’abord dans la cour (élection par les ducs), puis dans la chapelle (remise des insignes royaume), enfin dans le palais (banquet). Lors de la cérémonie, Othon s’était assis sur le trône de Charlemagne. Par la suite et jusqu’au XVIe siècle, tous les empereurs germaniques furent d’abord couronnés à Aix puis à Rome, ce qui dénote la volonté de reprendre l’héritage politique de Charlemagne. La Bulle d’or de 1356 confirma que le sacre et le couronnement devaient se faire dans la chapelle palatine.
Otton II (955-983) résida à Aix avec sa femme Theophano. L’été 978 Lothaire mena un raid contre Aix-la-Chapelle, mais la famille impériale échappa à la capture. Relatant cet épisode, Richer de Reims indique la présence d’un aigle de bronze, dont l’emplacement exact nous échappe :

« […] L'aigle de bronze, que Charlemagne avait fixé sur le sommet du palais dans l'attitude du vol, est retourné face à l'est. Les Germains l'avaient tourné vers l'ouest pour indiquer d'une manière symbolique que leur cavalerie pourrait battre les Français quand elle le voudrait […]. »

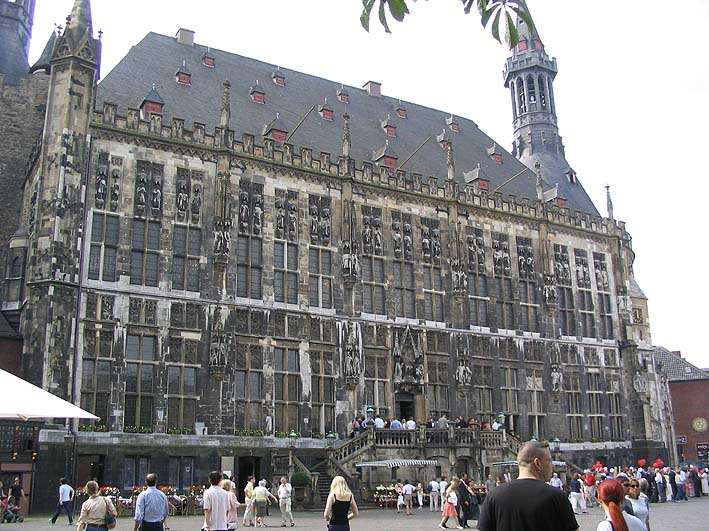
L’hôtel-de-ville d’Aix-la-Chapelle se tient aujourd’hui sur l’emplacement de la salle des assemblées.

En 881, un raid viking endommagea le palais et la chapelle. En l’an mille, l’empereur germanique Othon III fit ouvrir le tombeau de Charlemagne. Selon deux chroniqueurs du XIe siècle, il aurait été retrouvé en position assise sur un trône, portant sa couronne et son sceptre. Mais Éginhard n’en parle pas dans sa biographie de l’empereur. C’est à cette époque que le culte de Charlemagne commence à attirer les pèlerins dans la chapelle. Au XIIe siècle Frédéric Barberousse plaça le corps de l’empereur carolingien dans une châsse et intervint auprès du pape pour qu’il le canonise ; ses reliques furent dispersées dans tout le Saint-Empire. Le trésor d’Aix s’enrichit par la suite des nombreux dons des rois et princes français et allemands.
Entre 1355 et 1414, une abside fut ajoutée à la chapelle à l’est. L’hôtel-de-ville fut construit à partir de 1267 à l’emplacement de la salle de l’assemblée. Sous la période révolutionnaire, les Français qui occupaient Aix-la-Chapelle pillèrent le trésor. Avant de choisir Notre-Dame de Paris, Napoléon Bonaparte avait un temps pensé à la cathédrale d’Aix pour son sacre impérial. La chapelle fut restaurée en 1884. En 1978, la cathédrale comprenant la chapelle fut inscrite sur la liste du patrimoine mondial de l’UNESCO.